# Leptochiton liratus
Leptochiton liratus är en blötdjursart som först beskrevs av Henry Adams och George French Angas 1864.  Leptochiton liratus ingår i släktet Leptochiton och familjen Leptochitonidae. Inga underarter finns listade i Catalogue of Life.